# Lungometraggi di Looney Tunes
Lista dei film dove appaiono personaggi della serie Looney Tunes. Vengono inclusi sia i film incentrati su tale serie, sia quelli dove i personaggi fanno solo delle apparizioni.

## Film cinematografici
- Bugs Bunny Superstar, regia di Larry Jackson (1975)
- Super Bunny in orbita! (The Bugs Bunny/Road Runner Movie), regia di Chuck Jones e Phil Monroe (1979)
- Looney, Looney, Looney Bugs Bunny Movie, regia di Friz Freleng (1981)
- Le 1001 favole di Bugs Bunny (Bugs Bunny's 3rd Movie: 1001 Rabbit Tales), regia di Friz Freleng, Robert McKimson e Chuck Jones (1982)
- Daffy Duck e l'isola fantastica (Daffy Duck's Movie: Fantastic Island), regia di Friz Freleng, Phil Monroe, Chuck Jones e Robert McKimson (1983)
- Daffy Duck's Quackbusters - Agenzia acchiappafantasmi (Daffy Duck's Quackbusters), regia di Chuck Jones, Friz Freleng, Robert McKimson, Greg Ford, Terry Lennon e Maurice Noble (1988)
- Space Jam, regia di Joe Pytka (1996)
- Looney Tunes: Back in Action, regia di Joe Dante (2003)
- Space Jam: New Legends (Space Jam: A New Legacy), regia di Malcolm D. Lee (2021)
- Un'avventura spaziale - Un film dei Looney Tunes (The Day the Earth Blew Up: A Looney Tunes Movie), regia di Peter Browngardt (2024)

## Film direct-to-video
- Tiny Toon Adventures: Viva le vacanze (Tiny Toon Adventures: How I Spent My Vacation), regia di registi vari (1992)
- Titti turista tuttofare (Tweety's High-Flying Adventure), regia di Karl Torege, Charles Visser, James T. Walker e Kyung Won Lim (2000)
- Baby Looney Tunes - Una straordinaria avventura (Baby Looney Tunes: Eggs-traordinary Adventure), regia di Gloria Yuh Jenkins (2003)
- Canto di Natale - Il film natalizio dei Looney Tunes (Bah, Humduck! A Looney Tunes Christmas), regia di Charles Visser (2006)
- Looney Tunes: Due conigli nel mirino (Looney Tunes: Rabbits Run), regia di Jeff Siergey (2015)
- Re Titti (King Tweety), regia di Careen Ingle (2022)
- Taz: Alla ricerca dell'hamburger (Taz: Quest for Burger), regia di Ryan Kramer (2023)

## Camei
- Haunted Gold, regia di Mack V. Wright (1932)
- Con l'aiuto della luna, regia di Harry Beaumont (1937)
- The Big Broadcast of 1938, regia di Mitchell Leisen (1938)
- She Married a Cop, regia di Sidney Salkow (1939)
- Love Thy Neighbor, regia di Mark Sandrich (1940)
- Lady Eva (The Lady Eve), regia di Preston Sturges (1941)
- Hi Diddle Diddle, regia di Andrew L. Stone (1943)
- Speroni e calze di seta (Two Guys from Texas), regia di David Butler (1948)
- Musica per i tuoi sogni (My Dream Is Yours), regia di Michael Curtiz
- Chi ha incastrato Roger Rabbit (Who Framed Roger Rabbit), regia di Robert Zemeckis (1988)
- Gremlins 2 - La nuova stirpe (Gremlins 2: The New Batch), regia di Joe Dante (1990)
- Scooby-Doo 2 - Mostri scatenati (Scooby Doo 2: Monsters Unleashed), regia di Raja Gosnell (2004)
- Ready Player One, regia di Steven Spielberg (2018)
- Teen Titans Go! - Il film (Teen Titans Go! To the Movies), regia di Peter Rida Michail e Aaron Horvath (2018)